# Arracada d'Aldover
Arracada d'Aldover és una varietat d'olivera de la qual només n'hi ha un únic exemplar citat a Aldover, Baix Ebre. Tot i així, gràcies a la sol·licitud de l'IRTA, tant la Generalitat de Catalunya com el govern d'Espanya la reconeixen oficialment com a varietat d'interès agrari i es pot, per tant, començar a reproduir, comercialitzar i importar.

## Característiques agronòmiques
Varietat androesteril usada només per a la producció d'oli amb una elevadíssima producció de fruit en comparació amb altres varietats d'oliveres presents a la seva zona, la província de Tarragona.